# پورتلند جنوبی (مین)
پورتلند جنوبی(به انگلیسی: South Portland) شهری در ایالت مین کشور ایالات متحده آمریکا است که جمعیت آن در سرشماری سال ۲۰۱۰ میلادی، ۲۵٬۰۰۲ نفر بوده‌است.